# Pentaclethra macroloba
Pentaclethra macroloba là một loài thực vật có hoa trong họ Đậu. Loài này được (Willd.) Kuntze miêu tả khoa học đầu tiên.